# Fangak (condado)
O Condado de Fangak é uma área administrativa no norte do estado de Jonglei, no Sudão do Sul. Sua sede fica na cidade de Fam al Zaraf. O condado está localizado entre o estado de Unidade a oeste, o Condado de Ayod ao sul, o Condado de Piegi a leste, o estado do Alto Nilo no nordeste e ao norte. James Maluit Ruach é o comissário do Condado de Fangak.

## População
O censo de 2008 estimou que a população do condado era de 110.130 habitantes. A maioria dos habitantes do Condado de Fangak pertencem às etnias Laak e Thiang do povo Nuer. As pessoas geralmente são pastoras e agricultoras, mantêm o cultivo para uso pessoal e para venda por técnicas agrícolas tradicionais e têm criações de gado. O gado faz parte da cultura, pois é trocado em casamentos, para fornecer carne, leite e peles.

## Segurança
Em fevereiro de 2011, as forças leais ao general rebelde George Athor ocuparam brevemente o condado de Fangak antes de se retirar quando as tropas da SPLA chegaram. Várias pessoas morreram no conflito.  Mais tarde, o SPLA informou que pelo menos 105 pessoas foram mortas, a maioria mulheres e crianças. A ONU apelou para a implementação imediata do cessar-fogo em janeiro. Em junho de 2011, James Maluit Ruach, comissário do condado, disse que a situação de segurança está sob controle, mas que havia minas terrestres no território do condado, que precisavam urgentemente ser desarmadas.